# Ksantomatoza mózgowo-ścięgnista
Ksantomatoza mózgowo-ścięgnista (zespół Van Bogaerta-Scherera-Epsteina, ang. cerebrotendineous xanthomatosis, CTX, Van Bogaert-Scherer-Epstein syndrome) – rzadka choroba genetyczna, dziedziczona autosomalnie recesywnie, spowodowana mutacjami genu CYP27A1 na chromosomie 2. Zahamowanie syntezy kwasów żółciowych prowadzi w niej do gromadzenia się złogów cholesterolu w ośrodkowym układzie nerwowym i ataksji, do rozwoju żółtaków ścięgien i żółtaków guzowatych. Chorobę opisali Ludo van Bogaert, Hans-Joachim Scherer i Emil Epstein w 1937 roku.